# Marko Kopilas
Marko Kopilas (* 22. Juli 1983 in Sindelfingen) ist ein deutsch-kroatischer Fußballspieler.

## Karriere
Kopilas begann mit dem Fußballspiel beim SV Magstadt. 1994 wechselte er in die Jugendabteilung des VfB Stuttgart und verblieb dort bis Ende 2001. Nach einem halbjährigen Gastspiel beim Stadtrivalen Stuttgarter Kickers wechselte Kopilas 19-jährig zum SSV Reutlingen. Nach dem Abstieg des Reutlinger Vereins aus der 2. Bundesliga und dem Lizenzentzug für die Regionalliga Süd, wurde Kopilas 2003 sofort zum Stammspieler beim Neuanfang in der Oberliga Baden-Württemberg. Während der Saison wurde Kopilas mehrfach in die U21-Nationalmannschaft Kroatiens berufen. Am Ende der Saison, die der SSV Reutlingen im Mittelfeld der Tabelle abschloss, wechselte Kopilas zum Regionalligisten SV Wehen. Um bei Wehen unter das vom DFB vorgegebene U-21-Kontingent zu fallen, beantragte Kopilas vor dem Wechsel die deutsche Staatsbürgerschaft, die ihm auch erteilt wurde.
In der ersten Saison bei Wehen kam Kopilas lediglich auf 14 Einsätze, zum Stammspieler wurde er in der zweiten Saison. 2006/07 gelang Kopilas mit dem SV Wehen der Aufstieg in die 2. Bundesliga. Im Verbund mit den Defensivkräften Dajan Simac, Kristjan Glibo, Torge Hollmann und Nikolaos Nakas kassierte die Mannschaft in 34 Spielen nur 25 Gegentore, Kopilas' Abwehrleistungen waren mit ein Garant für den Aufstieg. Auch in der ersten Profisaison seiner Karriere gehört Kopilas zu den Stammspielern seines Vereins. Sein erstes Ligator gelang Kopilas am ersten Spieltag der Saison 2007/08 beim 3:2-Auswärtserfolg gegen Hoffenheim.
Nach dem Wehener Abstieg in der Saison 2008/09 wechselte Kopilas zur folgenden Spielzeit zu den Kickers Offenbach. Dort wurde er vor dem Start der Saison 2010/11 zum Mannschaftskapitän ernannt. Der Vertrag mit Kopilas wurde jedoch nach Ablauf der Saison seitens des OFC nicht verlängert.
Nachdem er ein halbes Jahr vereinslos war, schloss sich Kopilas Anfang Januar 2012 dem Drittligisten SV Darmstadt 98 an, konnte sich allerdings bei den Lilien nicht durchsetzen und verließ den SV 98 nach der Rückrunde wieder. Ein letztlich unzufriedenes Ergebnis des im Oktober 2012 stattgefundenen Probetrainings beim Drittligisten Hansa Rostock, führte den Innenverteidiger am 12. November 2012 zum Drittligisten Rot-Weiß Erfurt, wo einen Vertrag bis zum Saisonende erhielt; dieser dort aber nicht verlängert wurde. Danach war er erneut ein halbes Jahr vereinslos. Im Januar 2014 holte ihn sein früherer Trainer Djuradj Vasic zum SV Wiesbaden in die Hessenliga. Zum Saisonende 2015/16 beschloss die Vereinsführung den Rückzug aus der Oberliga und Kopilas wechselte zu Rot-Weiss Frankfurt.